# Coleophora leucobela
Coleophora leucobela é uma espécie de mariposa do gênero Coleophora pertencente à família Coleophoridae.